# 眼镜蛇效应
眼镜蛇效应（英語：Cobra effect）指的是针对某问题的解决方案，反而使得该问题恶化。

## 起源
「眼镜蛇效应」一词来自殖民时期印度的逸闻：英国政府计划要减少眼镜蛇的数量，因而颁布法令说每打死一条眼镜蛇都可以领取赏金。然而印度人为了赏金反而开始养殖眼镜蛇。当英国政府意识到这种情况而取消赏金后，养殖蛇的人把蛇都放了；放出去的蛇继而大量繁殖，结果眼镜蛇族群数量不減反增。现今该术语用于形容政治和经济政策下错误的刺激机制。
以上事件雖然只是一件趣聞，但在法國殖民越南時，就有歷史記載過類似的事件。當時河內鼠患嚴重，所以法國政府提出了一個獎金計劃，只要將老鼠殺死，將尾巴交給政府就可以獲取獎金。很多人只將老鼠尾巴斬走，再將老鼠放回下水道，令老鼠可以大量繁殖，同時增加捕鼠器銷售，令問題更嚴重。
現在這個用字通常會用於形容錯誤的政治或經濟政策帶來更嚴重的問題。